# 紫柄千年芋
紫柄千年芋（学名：Xanthosoma violaceum）为天南星科千年芋属下的一个种，子芋煮熟後可以食用。